# Yakudza vicarius
Yakudza vicarius is een vlinder uit de familie van de Houtboorders (Cossidae). De wetenschappelijke naam van de soort is voor het eerst gepubliceerd in 1865 door Francis Walker.
De soort komt voor in China en Japan.